# Tetracarpidium conophorum
Espèce
Synonymes
- Angostylidium conophorum (Müll. Arg.) Pax & K. Hoffm.[2]
- Cleidion mannii Baker[2]
- Cleidion preussii (Pax) Baker[2]
- Mallotus preussii Pax[2]
- Plukenetia conophora Müll. Arg. (préféré par GRIN)[3]
- Tetracarpidium conophorum (Müll. Arg.) Hutch. & Dalziel[3]
- Tetracarpidium conophorum (Müll.Arg.) Hutch. & Dalziel[2]
- Tetracarpidium staudtii Pax[2]

Tetracarpidium conophorum est une espèce de plantes à fleurs du genre Plukenetia et la famille des Euphorbiacée. Le synonyme de la plante est Plukenetia conophora et les noms communs « noix africaine » ou « noix nigériane ». C'est un arbuste prenant la forme d'une grosse liane originaire d'Afrique.

## Description
T. conophorum est un arbuste sarmenteux d’une longueur allant jusqu’à 6 mètres et qui produit des noix. L’espèce est trouvée dans la zone des forêts tropicales humides d’Afrique de l'Ouest et d’Afrique centrale.

## Utilité
Les noix de T. conophorum, appelées aussi ukpa, awusa, asala, kaso ou ngak, sont bouillies et consommées comme des snacks au Nigeria et au Cameroun. Elles sont riches en lipides avec presque 80 % de lipides polyinsaturés.
L’écorce et les feuilles sont utilisées en médecine traditionnelle pour soigner la dysenterie et d'autres maladies. Les racines de T. conophorum auraient aussi du potentiel pour la médecine traditionnelle.